# Dekanat włocławski I
Dekanat włocławski I – jeden z 33 dekanatów rzymskokatolickiej diecezji włocławskiej.
W skład dekanatu wchodzą następujące parafie:
- parafia katedralna Wniebowzięcia Najświętszej Maryi Panny we Włocławku
- parafia św. Jana Chrzciciela we Włocławku
- parafia Najświętszego Zbawiciela we Włocławku
- parafia św. Józefa we Włocławku
  - sanktuarium św. Józefa
- parafia Najświętszej Maryi Panny Królowej Polski we Włocławku
- parafia Wszystkich Świętych we Włocławku
  - sanktuarium Matki Bożej Łaskawej Niezawodnej Nadziei
- parafia Chrystusa Króla we Włocławku

Dziekan dekanatu włocławskiego I:
- ks. dr Piotr Dykowski - proboszcz parafii św. Jana Chrzciciela

Wicedziekan
- ks. Sławomir Pettke - proboszcz parafii Najświętszego Zbawiciela

Ojciec duchowny
- o. Mariusz Uniżycki OFM - proboszcz parafii Wszystkich Świętych